# Памела Конгрів (фільм, 1914)
«Памела Конгрів» (англ. Pamela Congreve) — американський німий чорно-білий фільм-драма режисера Юджина Мура 1914 року з Мод Філі та Ірвінгом Каммінгсом у головних ролях. Екранізація роману «Памела Конгрів» (1904) американського письменника Френсіса Аймара Метьюса. На екрани стрічка вийшла 26 травня 1914 року.

## У ролях
- Мод Філі — Памела Конгрів
- Ірвінг Каммінгс
- Гаррі Бенхем
- Міньон Андерсон
- Люсі Пейтон
- Френк Фаррінгтон